# Breda Mod. 1935 PG
Il Breda Modello PG è un fucile progettato e prodotto in Italia sia in versione semiautomatica, sia automatica.
Il diffuso nome "modello 1935" non è riportato da nessun documento Breda, oltre al fatto che l'arma risale al 1931. È probabile che tale nome si sia diffuso semplicemente perché le armi per la Costa Rica recano il 1935 come data di costruzione.

## Storia
Nella prima metà degli anni trenta lo Stato Maggiore del Regio Esercito era alla ricerca di un fucile semiautomatico che sostituisse i vetusti Carcano Mod. 91. A quel periodo risalgono varie armi automatiche italiane quali lo Scotti mod T.S., lo Scotti mod. IX, lo Scotti Mod. X, il Beretta mod.1931, l'MBT mod.1926 e mod.1931 e appunto il Breda. 
L'arma fu progettata da Sestilio Fiorini, capo progettista della Breda di Brescia, agli inizi degli anni trenta. L'arma venne costruita e presentata al Regio Esercito in tre differenti versioni:
- Fucile semiautomatico: calibro 6,5 mm, alimentazione tramite le normali lastrine da 6 colpi in uso con i Carcano Mod. 91, tiro esclusivamente semiautomatico.[3][5]
- Moschetto semiautomatico: come il fucile anzidetto ma con canna più corta.[3][5]

- Moschetto automatico: anch'esso in calibro 6,5 mm, tiro colpo per colpo o a raffiche di quattro colpi, alimentazione tramite caricatori amovibili da 20 colpi.[3][5][1]

I test non portarono a ordini di rilievo, a causa sia del costo sia della complessità elevata. Nel 1935, per l'esercito della Costa Rica, furono prodotti circa 800 moschetti automatici nel calibro 7×57 mm Mauser. 
Nel 2024, il Breda PG è stato introdotto nel videogioco della seconda guerra mondiale "Enlisted" come arma ottenibile nell'evento Supply Drop 2024 insieme all'MP 35.

## Tecnica
Nonostante le dimensioni compatte, è un'arma massiccia e pesante. La cassa e il calcio sono un pezzo unico in legno, mutuati dal Mod. 91 TS. Il funzionamento è, come indica la sigla "PG", a presa di gas: un manicotto intorno alla canna, vicino alla volata, spilla i gas dello scoppio e li convoglia in un cilindro posto sotto alla canna, nella cassa. L'asta di riarmo, disassata a destra, collega il pistone al carrello porta-otturatore. L'arma spara a otturatore chiuso. Quando l'otturatore va in chiusura, nella parte finale della sua corsa scorre contro una superficie inclinata del porta-otturatore e viene così forzato in alto, impegnando con l'aletta di bloccaggio superiore un incavo sopra la culatta. Dopo lo sparo, l'asta fa arretrare il porta-otturatore, l'otturatore può quindi riabbassarsi svincolandosi e può arretrare espellendo il bossolo. Sparato l'ultimo colpo, l'otturatore, bloccato in apertura, può essere sganciato agendo su una levetta presente nel ponticello, dietro al grilletto. La manetta d'armamento è posizionata sulla destra, come il tasto per lo sgancio del serbatoio (nel moschetto automatico). Il congegno di mira è costituito da mirino anteriore e alzo graduato posteriore. L'arma, nella sua versione moschetto automatico, è alimentata con caricatori ampiamente fenestrati da 20 colpi, inseriti inferiormente. Nelle versioni fucile semiautomatico e moschetto semiautomatico è invece alimentata dalle classiche lastrine da 6 colpi, inserite dall'alto ed espulse dal basso una volta vuote. Dispone infine di attacco per la baionetta del Carcano Mod. 91.
Il tiro è a colpo per colpo nelle versioni fucile semiautomatico e moschetto semiautomatico, mentre la variante moschetto automatico dispone di un selettore sul ponticello che permette il tiro colpo per colpo o la raffica da quattro colpi.
La versione del moschetto automatico costruita per la Costa Rica, oltre al diverso calibro (7×57 mm Mauser), ha alcune differenze estetiche nella cassa e nella foggia del caricatore. La baionetta è quella del Mauser Gewehr 93 in dotazione allo Stato latino-americano.